# Gama-funkcija
Gama-funkcija naziv je za jedinstvenu kompleksnu funkciju koja je definirana u cijelom skupu kompleksnih brojeva osim u negativnim cijelim brojevima i nuli. Označava se grčkim slovom Γ (gama). Njene se vrijednosti u pozitivnim cijelim brojevima (n) podudaraju s funkcijom faktorijel:{\displaystyle \Gamma (n)=(n-1)!}U kompleksnim brojevima funkcija se dobije kao analitičko proširenje na cijelu kompleksnu ravninu funkcije definirane integralom za kompleksne brojeve (z) kojima je realni dio veći od nule:
{\displaystyle \Gamma (z)=\int _{0}^{\infty }t^{z-1}e^{-t}{\text{ d}}t,\ \qquad \Re (z)>0}
Gama funkcija privukla je zanimanje nekih od najistaknutijih matematičara svih vremena. Njezina povijest, koju je posebno dokumentirao Philip J. Davis u članku koji mu je donio Chauvenetovu nagradu 1963. godine, odražava brojne vrijedne razvoje u matematici od 18. stoljeća. Prema Davisovim riječima: „svaka generacija pronašla je nešto zanimljivo za reći o gama funkciji. Možda će i sljedeća generacija.”